# Bestemmia
La bestemmia è un'ingiuria o un epiteto offensivo riferito a Dio o ai santi, o in generale riferito ad una qualsiasi divinità o ad un qualsiasi individuo oggetto di venerazione da parte di fedeli a – o esponenti di – differenti dottrine religiose. Essa appartiene alla sfera del turpiloquio.
Nell'uso comune il termine è usato come sinonimo di imprecazione e blasfemia. Letteralmente, per imprecazione si intende, propriamente in ambito religioso, una violazione del comandamento biblico "non nominare il nome di Dio invano", tramite la semplice pronuncia del nome o di un epiteto identificativo di una divinità fuori dal contesto religioso di riferimento. La blasfemia, invece, nel suo significato più proprio, indica un'espressione irriverente nei confronti della divinità o anche della religione, attraverso discorsi contrastanti con le verità di fede.

## Etimologia
Le parole "bestemmia" e "blasfemia" derivano entrambe dal greco βλασφημία blasphēmíā, derivato da βλάπτειν bláptein, "ingiuriare", e da φήμη phḕmē, "reputazione", da cui deriva blasphemia in latino e che denota letteralmente la diffamazione.

## Campi semantici
La lingua italiana contemporanea utilizza una singola accezione di bestemmia, cioè quella consistente nell'ingiuria esplicita verso la divinità o verso soggetti ad essa correlati. Nei testi italiani meno recenti, così come nelle traduzioni di testi antichi, il significato della parola può essere diverso: la parola "bestemmia" può indicare un'affermazione che offende una verità religiosa accettata come tale dai fedeli.
Nelle religioni patriarcali, come quelle abramitiche (Ebraismo, Cristianesimo, Islam), il corpo e l'istinto naturale animale a livello popolare sono spesso percepiti fortemente negativi e triviali; perciò una tipica bestemmia per queste religioni è l'identificazione con animali quali i suini, oppure ancora come escrementi.

### Nell'animismo e nel politeismo
Presso i popoli primitivi esisteva la convinzione che la parola possedesse una forza magica, cioè che fosse in grado di rendere magico l'oggetto interessato, di modificarlo. La funzione antica della bestemmia, così come dell'invettiva e della calunnia vanno compresi alla luce di tale mentalità.
Negli scritti greci profani possono essere indicate come bestemmie le false presentazioni della divinità, per esempio le forme antropomorfe, come pure il dubbio circa la potenza della divinità.
Nel diritto romano la bestemmia non era considerata un reato. Il brocardo "deorum iniuriae diis curae" (delle ingiurie agli dèi si occupino gli dèi) esprimeva il carattere laico dello stato. Infatti lo stato romano fu sempre caratterizzato dalla presenza di diverse religioni. Solo quando nel 380 il Cristianesimo con l'Editto di Tessalonica divenne religione ufficiale dell'Impero la bestemmia fu considerata un grave delitto, da punire con la morte o altre incisive sanzioni penali. Col Codice Giustinianeo del 534 la bestemmia fu sanzionata con la pena di morte.

### Nell'ebraismo

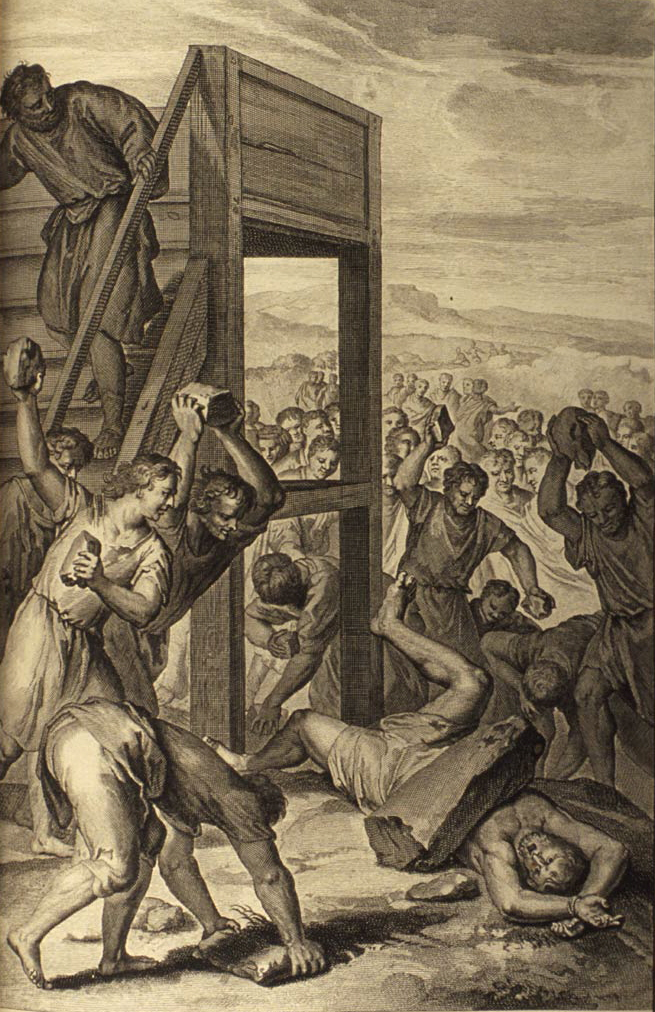
Il bestemmiatore lapidato, Gérard Hoet et Abraham de Blois, Immagini della Bible, P. de Hondt editore, La Haye, 1728.

Nell'Antico Testamento greco il termine βλασφημέω (blasphēmèō) dice sempre riferimento, diretto o indiretto, contro la maestà divina, e, con poche eccezioni, indica sempre l'ingiuria a Dio dei popoli nemici di Israele. Alcuni esempi:
- Nel paragone con il re di Assur, JHWH è privato di ogni potere, è "reso inferiore", cioè insultato (2 Re[9]).
- Quando Israele viene assalito è JHWH che viene bestemmiato (Tobia[10], 2 Mac[11]).
- Quando Edom si felicita della rovina di Israele, insolentisce contro JHWH (Ez[12]).

Dato che per i pagani il Dio d'Israele non è fonte di speranza, essi sono in genere indicati come bestemmiatori di Dio (cf. Dn Versione dei Settanta).
L'espressione di Levitico:
si interpreta nel senso che anche solo menzionare il nome di JHWH è una bestemmia, perché tale nome non deve essere assolutamente pronunciato (Es). Viene comminata la morte non soltanto agli israeliti che bestemmino, ma anche ai pagani (2 Re, 2 Mac, ecc.)
- L'affermazione di Giobbe[18]: La collera non ti trasporti alla bestemmia, l'abbondanza dell'espiazione non ti faccia fuorviare, è interpretata da mons. Gianfranco Ravasi nel senso che "anche la bestemmia, come conferma il libro di Giobbe, è una forma di preghiera. Esprime un'istanza metafisica, tipica della preghiera degli atei, nel limite e nella solitudine: è una forma di superamento del limite imposta dall'impotenza che l'uomo avverte per sé"[19].

Il giudaismo conserva in genere la valenza dei testi esaminati della Versione dei Settanta.

### Nel cristianesimo

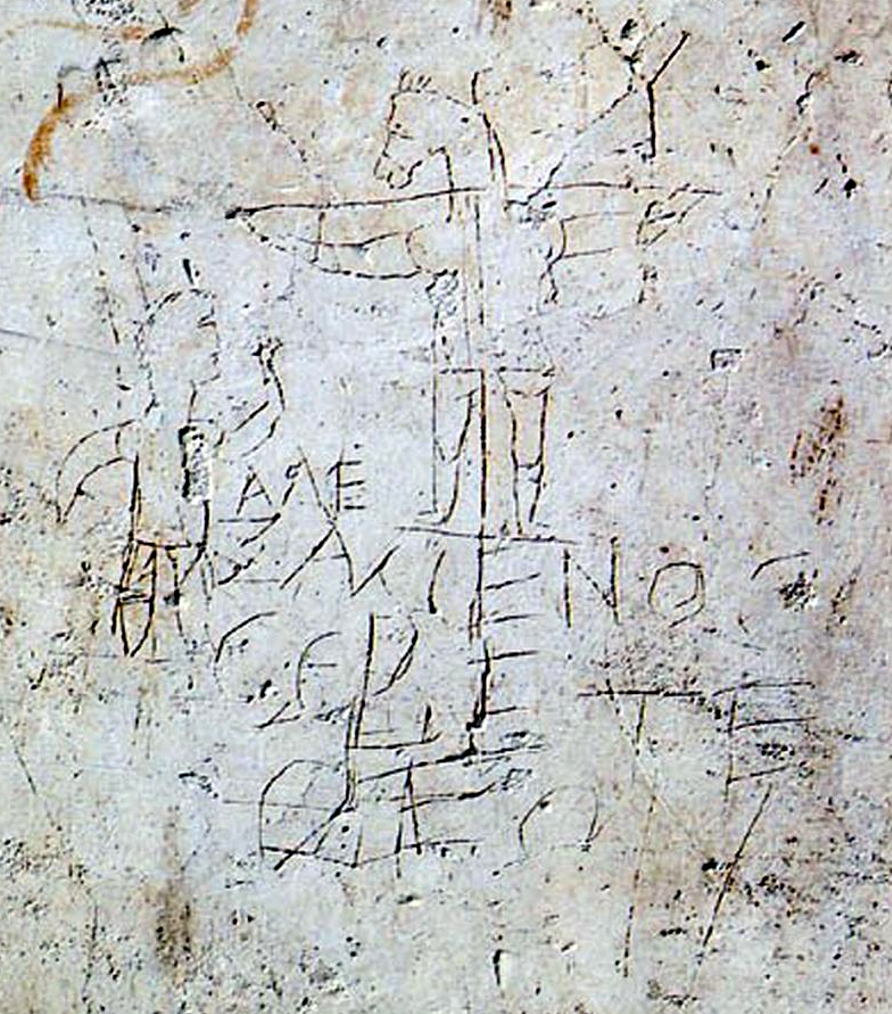
Il cosiddetto graffito di Alessameno, al museo sul colle Palatino a Roma, graffito pagano del secondo secolo che ritrae un uomo che adora un asino crocifisso, presumibile presa in gioco di un soldato cristiano. L'iscrizione riporta ΑΛΕΞΑΜΕΝΟΣ (ΑΛΕΞΑΜΕΝΟC) ΣΕΒΕΤΕ (CEBETE, per σέβεται) ΘΕΟΝ, che si traduce "Alessameno rispetta Dio".

#### Nuovo Testamento
I termini legati alla radice di βλασφημέω compaiono nel Nuovo Testamento 56 volte, di cui 34 nella forma di verbo, senza che ci sia alcun libro nel quale tali voci siano più attestate che in altri. Si tratta sempre di un uso religioso, cioè in riferimento diretto o indiretto a Dio (eccetto Gd): bestemmie contro Dio sono parole o atteggiamenti che offendono la gloria e la santità di Dio.
I significati riscontrati sono i seguenti:
- Bestemmia come mancanza contro la maestà di Dio. Può essere contro Dio stesso (At[22], Ap[23]) o contro il suo nome (Rm[24], 1Tim[25], Ap[26], dove il nome è parafrasi di Dio stesso), come contro la parola di Dio (Tt[27]) o contro gli angeli di Dio (2Pt[28]). Lo stesso Gesù, quando rivendica alla sua parola e alle sue azioni un'autorità messianica e si attribuisce diritti e poteri (per esempio, quello di rimettere i peccati, Lc[29], Mt[30]), appare agli occhi dei giudei come un bestemmiatore di Dio (Mc[31], Gv[32]). La sua condanna a morte è basata tra l'altro sulla bestemmia di Dio (Mc[33] e par., Mt[34]). Anche nel tardo giudaismo tale delitto comporta la morte.
- Bestemmia come negazione della messianicità di Gesù, a cui consegue l'ingiuria e la derisione (Mc[35] e par., Lc[36]); chi lede la dignità dell'inviato, Gesù, con la bestemmia, pecca contro Dio stesso.
- Bestemmia come ingiuria rivolta verso i discepoli di Gesù: la chiesa di Cristo e i suoi membri che testimoniano il Cristo con la loro vita sono oggetto delle ingiurie che avevano colpito il loro Signore (1 Pt[37], Ap[38]). Allo stesso modo Paolo deve a sua volta patire le persecuzioni che aveva prima consumato contro i cristiani (At[39], 1 Tim[40]). Bestemmiare la chiesa che porta il nome di Cristo costituisce derisione del Cristo e indirettamente bestemmia contro Dio.

La condotta cattiva dei discepoli può essere occasione di bestemmia contro Dio o contro la sua parola (1 Tim, Tt). La vocazione dei discepoli è quella di contribuire alla glorificazione del Padre (Mt). In questa linea vanno compresi anche i cataloghi dei vizi in cui si trova sempre la condanna della bestemmia (Ef, Col, 1 Tim; 2 Tim). La bestemmia è presentata quale caratteristica specifica dei pagani e dei cristiani apostati.
Giuda parla di una bestemmia contro esseri gloriosi. L'espressione, non chiara, si riferirebbe a propagatori di false dottrine dalla vita libertina, che con la loro immoralità contravvenivano a determinate esigenze rituali e ascetiche delle potenze angeliche (δόξας), bestemmiando così questi esseri gloriosi.

##### La bestemmia contro lo Spirito Santo
Il peccato della bestemmia può essere perdonato (Mc, Mt), ma la bestemmia contro lo Spirito Santo non può essere perdonata (Mc). Tale loghion, di carattere per noi enigmatico, viene interpretato comunemente nel senso che, tra coloro che recano ingiuria allo Spirito Santo vi sono alcuni che, pur riconoscendo l'azione dello Spirito di Dio nell'attività di Gesù, possono (e in questo consiste la bestemmia) scambiare la fede in Dio con la fede nel diavolo; il loghion mette in guardia, con profonda serietà, dal quest'estrema e quasi inimmaginabile possibilità demoniaca dell'uomo di dichiarare guerra a Dio, non in debolezza e in dubbio, ma dopo essere stato sopraffatto dallo Spirito Santo, sapendo quindi con precisione a chi dichiara guerra. Questo bestemmiatore diventa pienamente consapevole nell'incontro con Dio. "Perciò colui che bestemmia lo Spirito impreca non più un Dio Lontano del quale si è fatta un'idea ridicola, ma un Dio che gli ha manifestato la sua opera di grazia convalidata dal segno della rivelazione. Per cui dovrebbe rivolgersi a lui con un atteggiamento di riconoscenza, non di bestemmia".

#### Nel cattolicesimo
L'insegnamento morale della Chiesa cattolica applica il secondo comandamento Non pronunciare il nome di Dio invano alle bestemmie, anzi, vede nella bestemmia un gesto ancora più grave di quello stigmatizzato dal secondo comandamento. L'imperatore Giustiniano giudicava i bestemmiatori meritevoli di morte più di qualsiasi altro delinquente e Filippo II li faceva affogare con una grossa pietra al collo. Luigi IX faceva forare la lingua dei bestemmiatori con un ferro rovente e diceva che egli stesso si sarebbe sottoposto a tale supplizio pur di eliminare la bestemmia dal suo regno. Nella repubblica di Venezia esistevano magistrati detti Esecutori contro la Bestemmia.
Alcuni uomini e padri della Chiesa, autorevoli per la santità della vita nonché per l'alto insegnamento lasciato in eredità alla Chiesa come sant'Agostino d'Ippona, san Girolamo, san Tommaso d'Aquino, san Bernardo da Chiaravalle, san Bernardino da Siena fin dall'antichità hanno ritenuto la bestemmia come il peccato più grave tra tutti i peccati mortali. Padre Pio ha scritto nell'Epistolario: «La bestemmia attira la maledizione di Dio sulla tua casa ed è la via più sicura per andare all'inferno».
San Giovanni Crisostomo ha scritto negli Annali: «Per la bestemmia vengono sulla Terra le guerre, le carestie, i terremoti, le pestilenze. Il bestemmiatore attira il castigo di Dio su se stesso, sulla sua famiglia e sulla società: Dio, per la bestemmia, spesso punisce gli uomini in generale, ma a volte punisce anche il singolo in particolare. Pur se nel corso della vita ci sono dei bestemmiatori che non vengono puniti dalla giustizia di Dio, alla fine della vita nessuno sfuggirà alla sua sentenza». Papa Giovanni Paolo II, parlando del disprezzo rivolto contro il "nome di Dio", elenca (21 marzo 1993), oltre la bestemmia, gli "spettacoli dissacranti" e le "pubblicazioni altamente offensive del sentimento religioso".

### Nell'islam

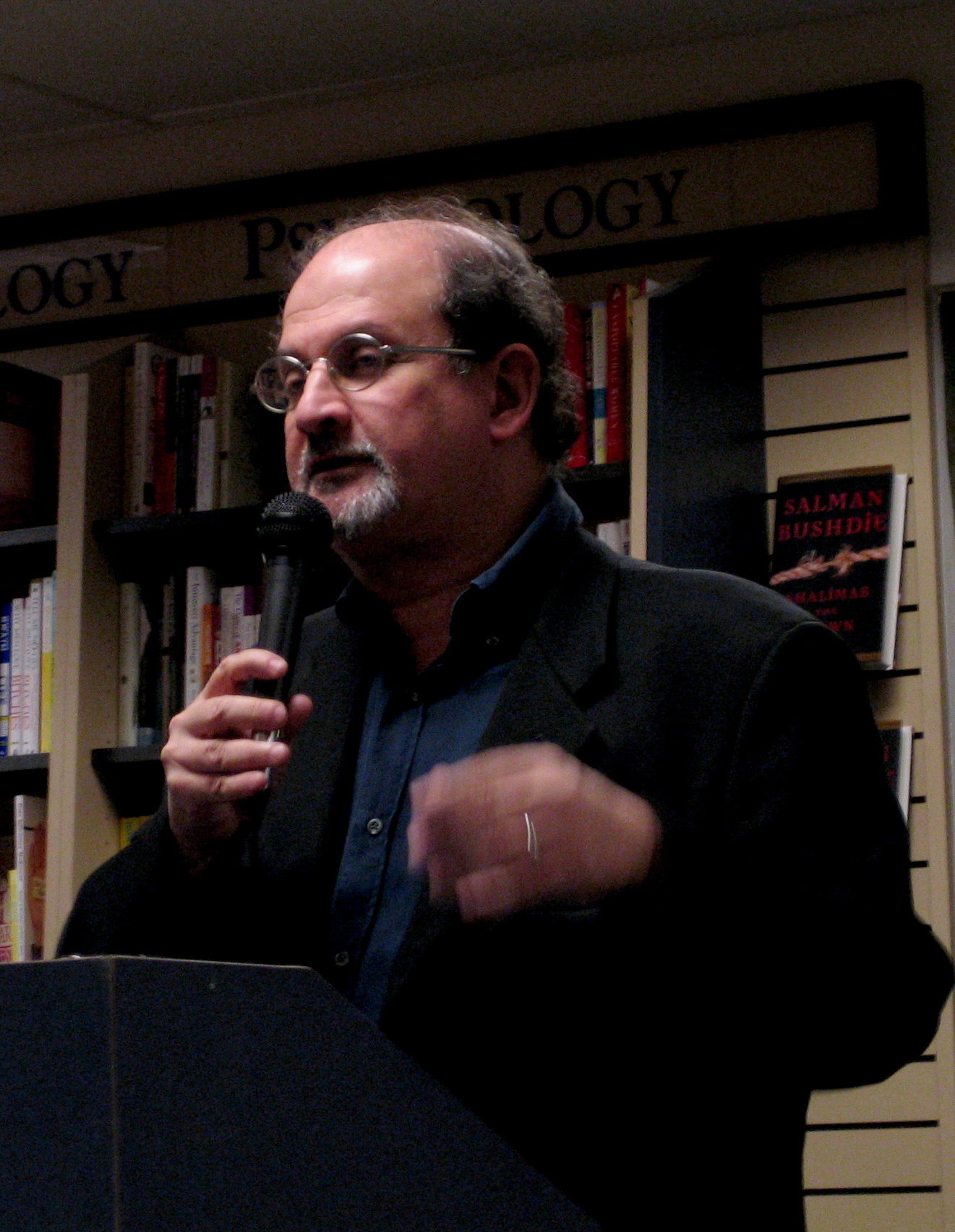
Lo scrittore Salman Rushdie accusato di blasfemia e soggetto di una fatwā emanata dall'Ayatollah Ruhollah Khomeini, il Leader Supremo dell'Iran, nel febbraio 1989.

Al contrario di alcune religioni - fra cui l'Ebraismo - il Corano esorta i suoi fedeli a nominare spesso il nome di Dio (che, in base a una semplice lettura del testo sacro dell'Islam, è Allāh, ma anche al-Rahmān, ossia "Il misericordioso"). Nella parlata araba e di altre lingue di Paesi di cultura islamica, si usano dunque numerose espressioni e interiezioni che impiegano il termine Allāh o i sinonimi relativi all'Essere Supremo: "Se Dio vuole" ( in shāʾ Allah ), "Dio mi perdoni" ( istaghfiru llāh ), "Mi rifugio in Dio" ( Awdhu bi-llāh ), "Dio ne sa di più" ( Allāhu aʿlam ) o il noto takbīr (Allāhu Akbar ) o il semplice Yā Allāh! (Oh Dio!).
Accostare il nome di Dio o del profeta Maometto a sostantivi o aggettivi insultanti oppure osceni costituisce nondimeno uno dei principali peccati, sanzionati con la massima durezza dalla giurisprudenza islamica, che qualifica questo reato come tajdīf (in arabo تجديف‎?). Questo fu appunto il caso delle bestemmie rivolte al profeta dell'Islam da parte di un folto gruppo di oltranzisti cristiani mozarabi di Cordova (i cosiddetti "Martiri di Cordova") che, all'epoca dell'Emirato dell'omayyade ʿAbd al-Raḥmān II (822-852), si recarono ripetutamente nella moschea principale per rivolgere pubblicamente insulti a Maometto, venendo immancabilmente sanzionati col carcere e la pena di morte. Anche più di recente tale grave fattispecie giuridico-religiosa è stata ipotizzata per quanto riguarda la nota opera letteraria di Salman Rushdie I versi satanici, anche se il reato contestato dai mullah sciiti iranici e dall'Ayatollah Khomeini fu piuttosto quello di apostasia, in punta di principio sciaraitico sanzionabile parimenti con la pena di morte.

## Aspetti legali
La bestemmia ingiuriosa e triviale, in quanto offensiva del sentimento religioso dei rispettivi fedeli, è punita nelle legislazioni penali vigenti in molti paesi sia teocratici che laici; in questi ultimi, i termini della legge sono stati estesi per tener conto delle sensibilità religiose delle popolazioni immigrate da altri paesi.
In alcuni paesi la bestemmia non è un crimine. Per esempio, negli Stati Uniti d'America essere perseguiti per questo crimine violerebbe la Costituzione secondo quanto stabilito dalla giurisprudenza nel caso Joseph Burstyn, Inc contro Wilson. Nel Regno Unito, precisamente in Inghilterra e Galles i reati di blasfemia sono stati aboliti nel 2008. In Europa, il Consiglio d'Europa ha raccomandato che i paesi membri adottino leggi a favore della libertà d'espressione. Nei paesi in cui è in vigore la shari'a ed in altri paesi (come ad esempio il Pakistan), la blasfemia è un reato punibile con la pena di morte.
In luogo del reato di blasfemia, o in aggiunta ad esso, alcuni paesi vietano l'incitazione all'odio su base religiosa, il vilipendio della religione o gli "insulti religiosi". Queste reati si configurano con la citazione in giudizio effettuata da chi si senta offeso nei confronti della propria sensibilità religiosa.

## Bestemmie più comuni in lingua italiana
Come tutte le imprecazioni, anche non di natura sacrilega (es. porca miseria, porca puttana), le bestemmie italiane più diffuse accostano l'epiteto porco al nome da profanare: i più tipici esempi sono infatti i nominativi della divinità e della Madonna associati prima o dopo l'elemento lessicale offensivo (spesso tale elemento coincide con il termine riferito al suino, porco o maiale). Essi sono testimoniati anche dalla letteratura contemporanea, in questa forma (Ammaniti, 2004, p. 46) o in alcune varianti (Iddio invece di Dio, Manganelli, 1975, p. 125; mapporco, Scòzzari, 1996, p. 29). Anche Pasolini, nelle opere ispirate alla vita di borgata, riproduce queste bestemmie, ma censurandole in porco d... e porca m...
L'epiteto porco non è però l'unico. Fra le altre bestemmie si ricordano l'uso di termini come bestia, boia, ladro, maiale, merda, serpente, orco e cane. Nella forma dialettale can è il tipico intercalare veneto. Sempre in Veneto sono molto usati “mas-cio“, “lazaròn” e “luamàro” (rispettivamente “maiale”, “lazzarone” e “letamaio”). In tutto il Piemonte, anche laddove la lingua piemontese diventa un dialetto di transizione tra piemontese e lombardo (provincia di Novara e Verbano-Cusio-Ossola) frequentemente l'epiteto usato è ”fàuss“ (falso) o “fà” (abbreviato). es: "d.. fa". Inoltre, tra gli altri epiteti offensivi si nomina "mannaggia" associato prima del nome della divinità (utilizzato specialmente per Cristo e per la Madonna), e "puttana" se la bestemmia è rivolta alla Madonna.

### Eufemismi
Frequente è il mascheramento del nome venerato in vocaboli assonanti, a volte dotati di significato e altre privi di senso ("Maremma" o "Madosca" per "Madonna"; "zio", oppure "diesel", "due", "duo", "Diaz", "disco", "Dionisio", "Diogene", "Diomede" per "Dio"; "Christian", "Cristoforo", "cristallo", "Cristopher", "cribbio" per "Cristo"), ("diu", "dao", "tio", "dino", "dinci", "dindio" ["tacchino" in veneto], "dindo", "disse", "diona", "diose", "madosca", "cristianamento"), e "ostrega" o "ostregheta" al posto di "ostia". Fenomeno inverso è la sostituzione dell'epiteto offensivo: essa può tradire l'intento blasfemo (es. "porlo" per "porco", "bo" per "boia") o tradursi in un'espressione ancora forte ma non più ingiuriosa. È il caso dell'eufemismo "perdio", registrato come lemma autonomo dai dizionari, e dei suoi derivati ancora più blandi ("perdinci", "perdiana").
Su questa scia si pongono espressioni che sostituiscono l'epiteto offensivo con sostantivi e aggettivi privi del tradizionale senso di impurità come "campanaro", "povero", "cantante", "Carlo", "caro", "bello", "santo", "benedetto", "beato", "bono" (quest’ultima soprattutto in Toscana). Tra gli eufemismi si nomina anche l'associazione tra "Dio" e "Cristo".

## Riferimenti nella cultura

### Letteratura
Nella Divina Commedia, i dannati bestemmiano mentre sono in attesa di essere traghettati da Caronte sull'altra riva del fiume infernale Acheronte: "Bestemmiavano Dio e lor parenti, / l'umana spezie e 'l loco e 'l tempo e 'l seme / di lor semenza e di lor nascimenti" (Inferno - canto terzo, vv. 103-105). Procedendo per il mondo infernale, incontriamo i bestemmiatori sulla distesa infuocata del terzo girone del settimo cerchio (Inferno - Canto quattordicesimo).
Poiché la bestemmia, nella storia, è stata spesso contrastata da legislazioni mirate a sopprimerne la diffusione, non ne è particolarmente frequente l'uso in letteratura dove, nei rari casi in cui se ne trovano accenni, è spesso censurata o variamente mascherata. L'esempio più eminente è quello dell'opera in francese di Rabelais, scritta a cavallo tra Medioevo e Rinascimento. Come analizzato dal critico russo Michail Bachtin, l'uso sistematico della bestemmia e del corpo grottesco, nel contesto carnevalesco, ha il significato di una gioiosa celebrazione della vittoria della vita.
Nella poesia di Giuseppe Gioachino Belli, la bestemmia si esprime attraverso un accostamento, apparentemente casuale, tra espressioni che indicano il sacro e termini triviali. Alla bestemmia, il poeta romanesco ha dedicato un suo sonetto, il n. 232, Primo, nun pijjà er nome de Ddio in vano, in cui l'autore ammonisce il bestemmiatore invitandolo a non bestemmiare, per paura che Dio lo punisca. Ovviamente, l'intero sonetto è estremamente ironico e suscita nell'attento lettore sensazioni di acuta comicità.
(Giuseppe Gioacchino Belli, sonetto n. 232, Primo, nun pijjà er nome de Ddio in vano, 12 novembre 1831)
Ne esce fuori l'immagine di un dio iracondo che reagisce violentemente contro l'incauto bestemmiatore. In un altro sonetto, invece, una madre redarguisce il figlio spiegandogli che bestemmiare non è così grave (perché a Dio non fa né caldo né freddo) quanto imprecare contro persone vive:
(Giuseppe Gioacchino Belli, sonetto n. 647, L'imprecazzione, 22 dicembre 1832)

#### Opere letterarie che contengono bestemmie
- Dante Alighieri, la Divina Commedia, (1321) (Inferno, Canto XXV, vv. 1-3)
- François Rabelais, Gargantua e Pantagruele, (1532)
- Marchese de Sade, Le 120 giornate di Sodoma, (1784)
- Guillaume Apollinaire, Le undicimila verghe (1907)
- Filippo Tommaso Marinetti, Gli amori futuristi (1922)
- James Joyce, Ulisse, (1922)
- Louis-Ferdinand Céline, Progresso (1978, scritto nel 1927)
- Louis Aragon (attribuito, incerto), Le con d'Irene (1928)
- Samuel Beckett, Puttanoroscopo (trad. Rodolfo J. Wilcock, 1971) o Oroscopata (trad. Gabriele Frasca, 1999) [Whoroscope] (1930)
- Louis-Ferdinand Céline, Viaggio al termine della notte (1932)
- Henry Miller. Tropico del Cancro, (1934)
- John Fante, Aspetta primavera, Bandini, (1937)
- Pietro Di Donato, Christ in Concrete (1939)
- Leonard Cohen, Il gioco favorito (1963)
- Luigi Meneghello, Libera nos a Malo (1963, Feltrinelli)
- Beppe Fenoglio, Una questione privata (1963, Garzanti)
- Nanni Balestrini, Vogliamo tutto (1971, Feltrinelli)
- Dacia Maraini, Memorie di una ladra (1972, Bompiani)
- Giuseppe Dessì, Paese d'ombre (1972, Mondadori)
- Giorgio Manganelli, Mammifero italiano, (2007), (p. 125, da un articolo del 27 febbraio 1975)
- Enzo Biagi, Italia (1975, Rizzoli)
- Charles Bukowski, Donne (1978)
- Barbara Alberti, Delirio (1978)
- Fruttero & Lucentini, A che punto è la notte, (1979, Mondadori)
- Antonio Campobasso, Nero di Puglia (1980, Feltrinelli)
- Pier Vittorio Tondelli, Altri libertini, (1980, Feltrinelli) (pagine versione 2005: p. 9, 13, 25, 27. Circa p. 85, 106, 120)
- Stefano Benni, Comici spaventati guerrieri, (1986, Feltrinelli)
- Umberto Eco, Il pendolo di Foucault (1988, Bompiani)
- Oriana Fallaci, Insciallah (1990, Rizzoli)
- Alessandro Baricco, Castelli di rabbia, (1991, Rizzoli)
- Pier Paolo Pasolini, Bestemmia. Tutte le poesie (1993, Garzanti) poi in Tutte le poesie (2003, Mondadori)
- Carlo Lucarelli, Falange armata (1993, Metrolibri)
- Umberto Eco, L'isola del giorno prima (1994, Bompiani)
- Andrea Carraro, L'erba cattiva (1996, Giunti)
- Filippo Scòzzari, Prima pagare poi ricordare (1997, Castelvecchi) (pp. 7, 19, 29, 39)
- Chimo - Lila dice (1997)
- Rossana Campo, Mentre la mia bella dorme (1999, Feltrinelli)
- Umberto Eco, Baudolino (2000, Bompiani)
- Niccolò Ammaniti, Io non ho paura (p. 91), (2001, Einaudi)
- Niccolò Ammaniti, nel racconto Sei il mio tesoro (p. 46), pubblicato nel libro Crimini (2004, Einaudi, ISBN 88-06-17576-9)
- Roberto Saviano, Gomorra, Mondadori, 2006.
- Simone Cattaneo, Made in Italy, Atelier, 2008.
- Almudena Grandes, Ines e l'allegria, 2011

### Cinema
Alcune pellicole riportano bestemmie al fine di impregnarle di realismo, caratterizzando in tal modo situazioni di grande tensione e di profonda espressività. Altri film contengono situazioni umoristiche riguardanti la religione o ne fanno una parodia.
- L'anticristo regia di Alberto De Martino (1974)
- L'ultimo giorno di scuola prima delle vacanze di Natale, regia di Gian Vittorio Baldi (1975)
- Novecento, regia di Bernardo Bertolucci (1976)
- Antonio Gramsci - I giorni del carcere, regia di Lino Del Fra (1977)
- L'albero degli zoccoli, regia di Ermanno Olmi (1978)
- El sacerdote, regia di Eloy de la Iglesia (1978)
- Brian di Nazareth (Life of Brian), regia di Terry Jones (1979)
- I viaggiatori della sera, regia di Ugo Tognazzi (1979)
- Sono fotogenico, regia di Dino Risi (1980)
- La ragazza di via Millelire, regia di Gianni Serramenti (1980)
- La festa perduta, regia di Pier Giuseppe Murgia (1981)
- Amore tossico, regia di Claudio Caligari (1983)
- Un ragazzo come tanti, regia di Gianni Minello (1983)
- El pico 2, regia di Eloy de la Iglesia (1984)
- Soldati - 365 all'alba, regia di Marco Risi (1987)
- Verkaufte Heimat, regia di Karin Brandauer (parte 1 e 2) e Gernot Friedel (parte 3 e 4) (1989)
- Bad Boy Bubby, regia di Rolf de Heer (1993)
- Assassini nati (Natural Born Killers), regia di Oliver Stone (1994)
- Le buttane, regia di Aurelio Grimaldi (1994)
- I laureati, regia di Leonardo Pieraccioni (1995)
- Fame chimica [cortometraggio], regia di Antonio Bocola e Paolo Vari
- Dogma, regia di Kevin Smith (1999)
- South Park - Il film: più grosso, più lungo & tutto intero (South Park: Bigger, Longer & Uncut), regia di Trey Parker (1999)
- L'uomo in più, regia di Paolo Sorrentino (2001)
- L'ora di religione, regia di Marco Bellocchio (2002)
- Beyond the Limits, regia di Olaf Ittenbach (2003)
- Babbo bastardo (Bad Santa), regia di Terry Zwigoff (2004)
- Fuori vena, regia di Tekla Taidelli (2005)
- Jackass Number Two, regia di Jeff Tremaine (2006)
- Anche libero va bene, regia di Kim Rossi Stuart (2006)
- Caos calmo, regia di Antonello Grimaldi (2007)
- Le streghe di Salem (The Lords of Salem), regia di Rob Zombie (2012)
- Facciamola finita (This Is the End), regia di Evan Goldberg e Seth Rogen (2013)
- Comandante, regia di Edoardo De Angelis (2023)
- Enea, regia di Pietro Castellitto (2023)

### Musica
La canzone Questa casa non la mollerò, brano antisgombero e antisfratto di Ricky Gianco contiene una bestemmia, il brano venne suonato dal vivo durante la VI festa del Proletariato Giovanile al Parco Lambro alla fine del giugno del 1976; la registrazione del concerto venne pubblicata quello stesso anno. Il brano venne poi rilasciato come singolo e la bestemmia sostituita dall'eufemismo "porco cane".
In un monologo di Giorgio Gaber dal titolo L'ultimo uomo si può sentire l'eufemismo di una bestemmia ad accentuare un infervoramento contro i giovani.
Il gruppo Elio e le Storie Tese è noto per aver utilizzato il modo di dire eufemistico "porco dighel" (che in milanese sarebbe letteralmente "porco diglielo") nella canzone Supergiovane contenuta nell'album İtalyan, Rum Casusu Çıktı del 1992. Tuttavia (successivamente, quando Abatantuono inizia a parlare) si sentono chiaramente in sottofondo due bestemmie più esplicite.
La canzone Giorno dei Nerorgasmo del loro primo e unico album pubblicato (Nerorgasmo del 1993) contiene una esplicita bestemmia nel primo verso.
La canzone Una giapponese a Roma (1995) della cantante giapponese Kahimi Karie nel descrivere la Capitale vista da una straniera riporta nel testo una bestemmia. Il brano venne anche coverizzato da Il Genio ma nella sua versione censurata.
Il brano Spara dei 99 Posse (contenuto in Cerco tiempo del 1996) contiene un'imprecazione blasfema.
La canzone 1.9.9.6. degli Afterhours, contenuta nell'album Hai paura del buio? (1997) si apre con una bestemmia rivolta al Cristo.
Giorgio Canali, cantautore e ex-chitarrista dei CCCP, CSI e PGR scrisse la canzone Lettera del compagno Lazlo al colonnello Valerio, rivolta a Walter Audisio, il partigiano che eseguì la sentenza di morte di Benito Mussolini, e riguardante la mancata condanna dei fascisti nel dopoguerra. Il brano, originariamente scritto per la compilation Materiali Resistenti, realizzata per la festa del 25 aprile del 2010, venne poi escluso da quest'ultima in quanto contenente due bestemmie. Il brano venne successivamente inserito nell'antologia di Giorgio Canali Fatevi fottere (2012)
Molte canzoni dei Prophilax e del loro side-project San Culamo fanno ampio uso di linguaggio scurrile e bestemmie; i temi trattati sono prevalentemente di natura goliardica.
La canzone (Zia) Sirvana del gruppo Santarita Sakkascia, pubblicata sulla cassetta Rotta verso l'ignoto del 1992, è una reinterpretazione del brano Smells Like Teen Spirit dei Nirvana che presenta però, al posto del testo, tutta una serie di bestemmie varie.
La canzone Santa Marinella dei Gogol Bordello dell'album Gypsy Punk contiene una bestemmia sulla Madonna, ripetuta più volte, sono inoltre presenti altri insulti sempre in italiano, parole che il leader della band Eugene Hutz imparò durante il suo soggiorno nel carcere italiano dell'omonima località. Il brano suscitò anche delle controversie per alcuni passaggi radiofonici su Radio Onda d'Urto.

### Fumetti
La bestemmia è stata frequentemente usata nei fumetti underground italiani degli anni settanta come Ranxerox o quelli di Andrea Pazienza.

### Internet
Nel 2005 individui anonimi hanno pubblicato su Internet un video contenente un montaggio di varie bestemmie e imprecazioni dette durante diversi fuori-onda (telegiornale di Telenuovo) dal giornalista sportivo Germano Mosconi. Data la sua comicità involontaria, tale video ha riscosso un grandissimo successo, tantoché le frasi dette dal giornalista sono diventate un vero e proprio tormentone tra i giovani. In breve tempo sono nati diversi siti Internet e fan club dedicati al giornalista, sono stati creati diversi fotomontaggi che utilizzano il viso e le bestemmie di Mosconi, e anche molte parodie e ridoppiaggi di diversi film e cartoni animati che utilizzano la voce del giornalista.
I video, sia quelli originali tratti dalle registrazioni del telegiornale e sia le parodie, continuano ancora oggi a riscuotere un grande successo. Tuttavia, nonostante il grande successo delle sue imprecazioni, Mosconi non ha mai gradito questa notorietà, tanto da esporre una denuncia verso ignoti per la pubblicazione del video e di rifiutare qualsiasi intervista riguardante il fenomeno di Internet. Esistono, inoltre, diversi siti Internet che nascono con lo scopo di essere blasfemi. Anche l'enciclopedia satirica Nonciclopedia, contiene delle bestemmie in diverse pagine.